# Zatracona ulica
Zatracona ulica (niem. Die freudlose Gasse) – niemiecki niemy dramat filmowy z 1925 w reżyserii Georga Wilhelma Pabsta, austriackiego reżysera związanego z kinematografią niemiecką.

## O filmie
Zatracona ulica to klasyczny przykład filmu Nowej Rzeczowości, czyli kierunku artystycznego lat 20. i 30. XX wieku, skupionego wokół negatywnej i mrocznej rzeczywistości oraz ukazania jak największej ilości faktów. Tematem filmu jest podział społeczny Wiednia po I wojnie światowej. Rozwarstwienie społeczne jest tutaj tak ogromne, że ukazuje żerowanie nowobogackich na ubóstwie pozostałych grup. Świat ukazany w filmie jest mroczny i tragiczny, przesycony negatywnością i złem, gdyż to wydawało się bardziej autentyczne.
W filmie występują sławni aktorzy, m.in. Werner Krauss, Asta Nielsen oraz Greta Garbo. Niewielką rolę zagrała tu także Marlene Dietrich, niewymieniona w czołówce.

## Obsada
- Asta Nielsen – Maria Lechner
- Greta Garbo – Greta Rumfort
- Valeska Gert – pani Greifer
- Werner Krauss – rzeźnik
- Einar Hansen – porucznik Davis
- Henry Stuart – Egon Stirner

## Oceny
| Źródło          | Ocena |
| --------------- | ----- |
| AllMovie        | [ 2 ] |
| Rotten Tomatoes | 75%   |